# Stepan Sarkisjan
Stepan Sarkisjan (orm. Ստէփան Սարգսյան, rus. Степан Халатович Саркисян, ur. 15 września 1962 we wsi Szamut) – radziecki i ormiański zapaśnik w stylu wolnym. Srebrny medalista Igrzysk w Seulu 1988 w kategorii do 62 kg.
Był Mistrzem Europy w 1988. Pierwszy w Pucharze Świata w 1984 i 1989. Mistrz ZSRR w 1988, drugi w 1989, trzeci w 1984, 1987, 1990 roku.
Po zakończeniu kariery sportowej został działaczem, był m.in. szefem federacji zapaśniczej w Armenii (1998-2002).